# Johan Sigismund Kettler

Wapen Kettler Neu Assen

Johan Sigismund Kettler (ca. 1570 –1629)  vrijheer van Ketteler tot Monjoije en Oyen was een zoon van Johan Kettler zu Nesselradt (ca. 1520-9 oktober 1586) heer van Mellrich, Embüte / Ambothen, Nesselrode, Eggeringhausen en Essern en Agnes Schenk von Nideggen (ca. 1522-1602).
Van Walraven van Gent heer van Dieden en Ooijen, die ook eigenaar van Kasteel Dussen was en door geldgebrek zijn bezittingen moest verkopen, kocht hij in 1620 de heerlijkheid Oyen. In 1628 krijgt hij en zijn 2e zoon Frederik Willem van Ketteler tot Oyen het goed Ter Molen op naam van zijn nicht Odilia van Kettler (ca. 1565-1629) voor verleende financiële steun. Zij was een dochter van Willem Kettler van Nieuw-Assen (1545-1585) en Theodora van den Boetzelaer (1545-1594).

## Huwelijk en kinderen
Hij trouwde op 14 maart 1607 met Catharina Anna vrijvrouwe van Loë tot Wissen (Slot Wissen, 4 december 1571-). Zij was een dochter van Mathias von Loë (-1575) heer van Wissen en Vehlar en Anna Balthasarsdr van Flodrop zu Ryckholt (-24 september 1584). Uit zijn huwelijk zijn de volgende kinderen geboren:
- Johan Kettler (10 november 1610 - 18 april 1678) vrijheer van Ketteler tot Monjoije en Amboten, heer tot Ooijen, Esseren en Dubbenauw. Hij krijgt het goet Ter Mollen, nu Schulenborch, met allen sijnen pertinentien.[1]
- Frederik Willem van Ketteler tot Oyen
- Agnes Anna van Kettler (- 21 maart 1668)
- Catharina Louisa Kettler van Oyen (1625-1678)

Wapen Schenk von Nydeggen
Wapen Mathias von Loë
Wapen Flodrop
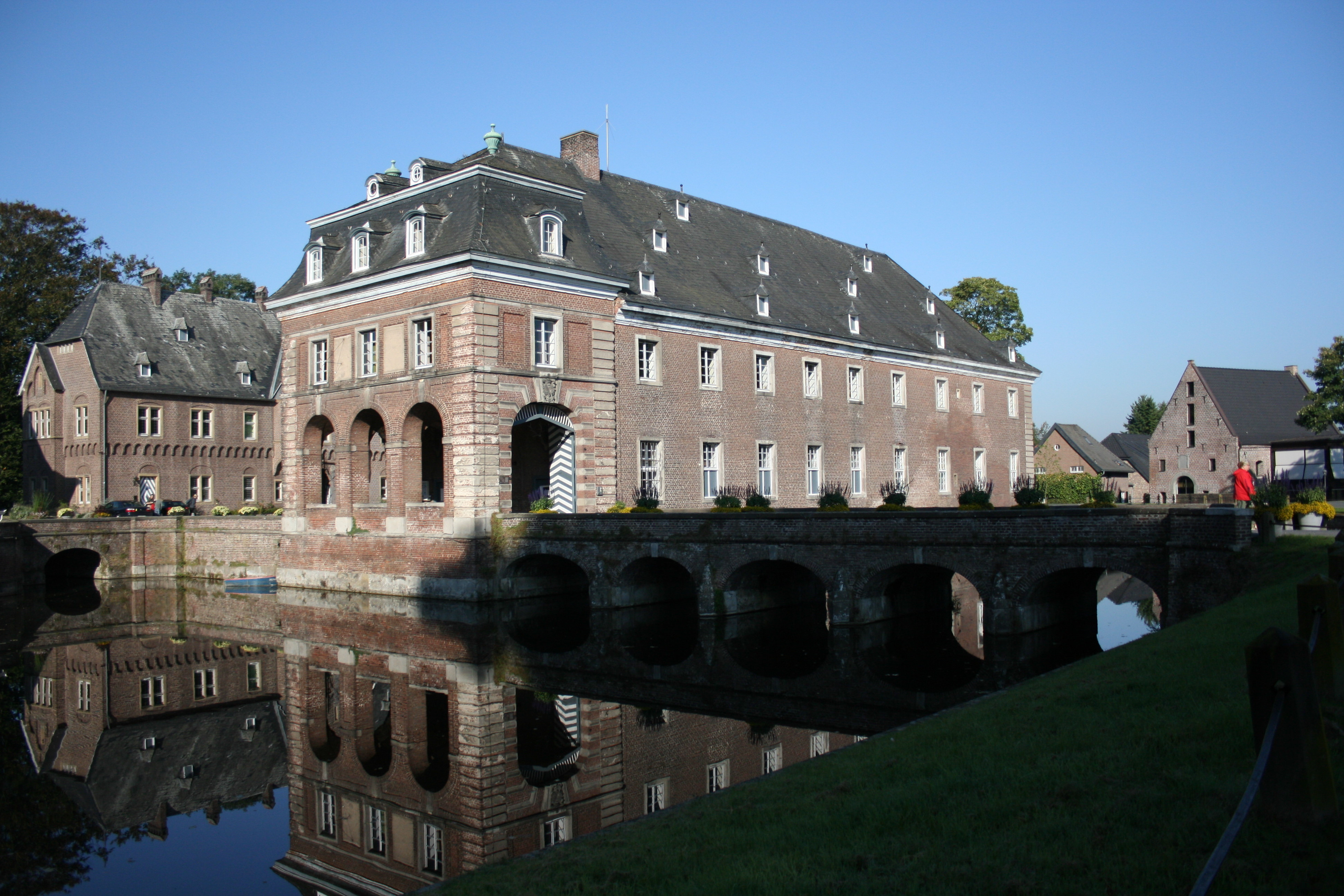
Slot Wissen